# Municipio de Zion (Illinois)
Zion Township es una agencia de gobierno (en inglés, government agency) del condado de Lake, Illinois, Estados Unidos. Según el censo de 2020, tiene una población de 24 655 habitantes.
Sus fronteras se corresponden exactamente con las de la ciudad de Zion, pero la agencia funciona en forma independiente al municipio de la ciudad.

## Geografía
Está ubicado en las coordenadas 42°27′36″N 87°51′4″O / 42.46000, -87.85111. Según la Oficina del Censo de los Estados Unidos, tiene una superficie de 25.72 km² de tierra y 0.002 km² de agua.

## Demografía
Según el censo de 2020, hay 24 655 personas residiendo en la zona. La densidad de población es de 959 hab./km². El 31.17% de los habitantes son afroamericanos, el 28.72% son blancos, el 1.93% son amerindios, el 2.23% son asiáticos, el 0.09% son isleños del Pacífico, el 21.48% son de otras razas y el 14.38% son de una mezcla de razas. Del total de la población, el 38.46% son hispanos o latinos de cualquier raza.

## Finalidad
La finalidad de la agencia es ofrecer a los residentes de la ciudad de Zion dos programas principales de asistencia: Asistencia General y Asistencia de Emergencia. El objetivo es apoyar a quienes han perdido recientemente su trabajo, esperan un seguro por discapacidad, buscan reinsertarse en el mercado de trabajo después de haber cumplido una pena en prisión, etc.